# Emphytoecia sutura-alba
Emphytoecia sutura-alba är en skalbaggsart som beskrevs av Leon Fairmaire och Germain 1859. Emphytoecia sutura-alba ingår i släktet Emphytoecia och familjen långhorningar. Inga underarter finns listade i Catalogue of Life.